# Düwag TW 601
TW 601 je prototyp motorového tramvajového vozu, zakoupeného v roce 1970 společností Üstra pro městskou železnici v Hannoveru.

## Historické pozadí
V roce 1965 byla v Hannoveru zahájena výstavba podzemních kolejových úseků a rekonstrukce tramvajové dopravy na městský železniční systém. Proto bylo nutné objednat nové vozy, neboť dříve provozovaná vozidla nesplňovala parametry požadované pro městskou železnici. Nový vůz měl být obousměrný, umožňovat provoz na tratích s vysokými nástupišti a měl disponovat větším pohodlím pro cestující. V roce 1970 Üstra objednala pro zkušební jízdy dva prototypové vozy ve společnostech Linke-Hofmann-Busch a Duewag (ev. č. 600, resp. 601). Prototypy byly o 15–30 cm širší než v té době používané tramvaje. Prototypy byly testovány až do roku 1975, zejména na trase č. 14 mezi Oberricklingen a Kirchrode, a po uvedení do provozu vozů TW 6000 byly vyřazeny.
V roce 1975 byl vůz ev. č. 601 převezen do kanadského Vancouveru. Podnik Siemens-Canada plánoval používat tramvaj jako demonstrační vůz. K tomu ale nedošlo a v roce 1988 byl vůz převezen do Edmontonu, kde byl roku 2005 umístěn v tramvajovém muzeu (Edmonton Radial Railway Society) a provozován na lince High Level Bridge.
Sdružení Förderverein Straßenbahn Hannover e.V., které se stará o historické tramvaje společnosti Üstra, požádalo v roce 2013 edmontonské muzeum o možnost vrácení tramvaje. Po dohodě začalo sdružení vybírat 75 000 eur na pokrytí nákladů na přepravu vozu do Německa. Během tří let získalo sdružení potřebný finanční obnos a 18. října 2016 se tramvaj vrátila do Hannoveru.

## Dodávky tramvají
| Současný stát | Město    | Článek | Typ    | Roky dodávek | Počet vozů | Evidenční čísla | Zdroj |
| ------------- | -------- | ------ | ------ | ------------ | ---------- | --------------- | ----- |
| Německo       | Hannover | článek | TW 601 | 1970         | 1          | 601             | [ 3 ] |